# Свала
Свала Б'єргвінсдоуттір (ісл. Svala Björgvinsdóttir; Рейк'явік, 8 лютого 1977) — ісландська попспівачка. Найвідоміша з її пісень — The Real Me з однойменного альбому. Представниця Ісландії на Євробаченні 2017 у Києві з піснею Paper. Виступила у першому півфіналі Євробачення 9 травня, але до фіналу не пройшла.

## Дискографія

### Соло
- 2001 — The Real Me
- 2005 — Birds of Freedom

### З групою Steed Lord
- 2008 — Truth Serum
- 2010 — II Heart Heart
- 2012 — The Prophecy Pt. 1